# Catocala artobolevskiji
Catocala artobolevskiji és una espècie de papallona nocturna de la subfamília Erebinae i la família Erebidae. Es troba a l'Uzbekistan.